# Estetică muzicală
Estetica muzicală este filozofia muzicii.
Ea caută răspunsuri la întrebări fundamentale, cum ar fi, de exemplu, „Ce este muzica?” sau „Care este scopul muzicii?”.

## „Ce este muzica?”
Există nenumărate exemple de opinii conform cărora muzica are un substrat emoțional, ceea ce face ca aceasta afirmație sa fie considerată uneori un fapt evident. Cu toate acestea muzica nu are în mod necesar un substrat emoțional. Asta nu este același lucru cu a afirma că muzica poate fi ințeleasă exclusiv logic; intuiția este considerată necesară, dar intuiția nu este o emoție. Argumente în favoarea acestui punct de vedere sunt:
- comunicarea și experiența unei emoții sunt lucruri diferite. Muzica poate crea o emoție în ascultător; asta nu înseamna că muzica a comunicat o emoție.[2] Muzica duce la experiența unei emoții doar în mod indirect, prin imaginație. De exemplu, muzica are un efect mic asupra acelor oameni care, deși au sentimente și emoții ca toate ființele umane, nu au multă imaginație. [3][4][5]
- combinarea filozofiei cu poezia produce un sofist. Limbajul poetic, dar nu și cel filozofic, este imprecis.[6] Atunci când se încearca să se stabilească ce fel de emoții sunt transmise și cum, se pot face puține afirmații clare. Muzica nu este intrinsic “emotivă” mai mult decat limbajul uman este intrinsic poetic.
- analogia muzicii cu limbajul poate fi dusă numai până la un anumit punct, deoarece “cuvintele” și “frazele” muzicale nu au un sens. De exemplu, exact aceeasi compoziție vocală este percepută ca “tristă” sau “veselă” în funcție de text. Dintr-o limbă necunoscută pot fi percepute intonația, ritmul și dinamica, adică precis componente principale ale muzicii. Muzica ar putea fi considerată ca ceea ce rămâne din limbaj atunci când cuvintele sunt necunoscute. Din acest punct de vedere muzica este o componentă esentială, alături de limbaj, a unei civilizații.
- analogia dintre muzica și limbaj este frecvent întalnită, dar ea nu explică totuși ce este muzica, doar cu ce se aseamănă. În contrast, în spiritul lui Pitagora, muzica ar putea fi văzută ca legătura între armonia universală și cea umană (cele trei ”muzici” au fost numite musica instrumentalis, musica mundana și musica humana de Boethius).

Muzica se adresează imaginației.
În esență muzica este incapabilă sa „exprime” ceva, fie un sentiment, o atitudine, o stare psihică, un fenomen natural, etc. „Exprimarea” nu a fost niciodată o trăsătură intrinsică a muzicii.

## „Care este scopul muzicii?”
În general, în civilizațiile inspirate de tradiția Greciei Antice, scopul muzicii este considerat benefic, acesta fiind “binele” (“utilul”) sau “plăcerea”.

## Alte întrebări
Filozofii esteticii muzicale abordează uneori alte întrebări, de exemplu “În ce sens precis se poate spune ca o compoziție muzicală există?” 
Se face astfel distincția între “ton” care este o valoare internă, umană, necuantificabilă și “vibrație”, o valoare externă, cuantificabilă ca o variație de presiune, un sunet. Este posibil ca tonul să transcendă vibrația care este la originea lui, conținând valori umane (farmec, etc.) sau derivate din natură (armonie, echilibru, etc.). “Tonul” include astfel ce înseamnă un sunet pentru om, deși în ce constă aceasta nu este precis înțeles. Se generalizează uneori de aici la concluzia că muzica este inextricabil legată de ascultător, devenind astfel o noțiune subiectivă.